# Karl Hult
Karl August Hult, född 5 oktober 1851 i Badelunda, Västmanlands län, död 9 oktober 1922 i Säter, var en svensk präst och tecknare.
Han var son till rusthållaren Johan Fredrik Hult och Anna Charlotta Utterström och från 1882 gift med Aurora Dorotea Sofia Ingman. Hult blev efter avslutade studier i Uppsala präst i Västerås stift och blev senare kyrkoherde i Säter. Hult var verksam både med konst och litteratur, hans stora bok Ljusnarsbergs krönika trycktes i flera upplagor och han tog initiativet till grundandet av Julbok för Västerås stift som han försåg med egna teckningar. Han gjorde sig känd för arbetet med de lyckade kyrkorestaureringarna av Ljusnarsbergs kyrka, Skultuna kyrka och Säters kyrka.  